# ZBD-97
El ZBD-97/Type 97/ZBD-2000 es un blindado de transporte de tropas chino muy semejante a su contraparte rusa. Este monta una torreta similar al diseño de la del BMP-3, pero con acusadas diferencias en sus armas y en el propio chasis; que es diferente, ya que monta el motor en el frente, y el compartimiento de tropas atrás. El ZBD-04 está altamente basado en este diseño, pero con diferencias en los sistemas de armas embarcados.

## Historia
El ZBD-97, o más conocido por su nombre de fábrica; el Type 97, ha sido entregado al servicio en el EPLCh desde el año 2006, en las brigadas de medios mecanizados en las regiones militares de Cantón y Nankín.
Se sabe que en el momento hay variantes disponibles y en servicio como el Transporte blindado de personal (TBP), un Vehículo de recuperación blindado (VRB), y una variante portamortero. El modelo ZBD-04 de combate de infantería está basado en el ZBD-97, pero está específicamente adaptado al combate en entornos agrestes y/o urbanos.

## Diseño

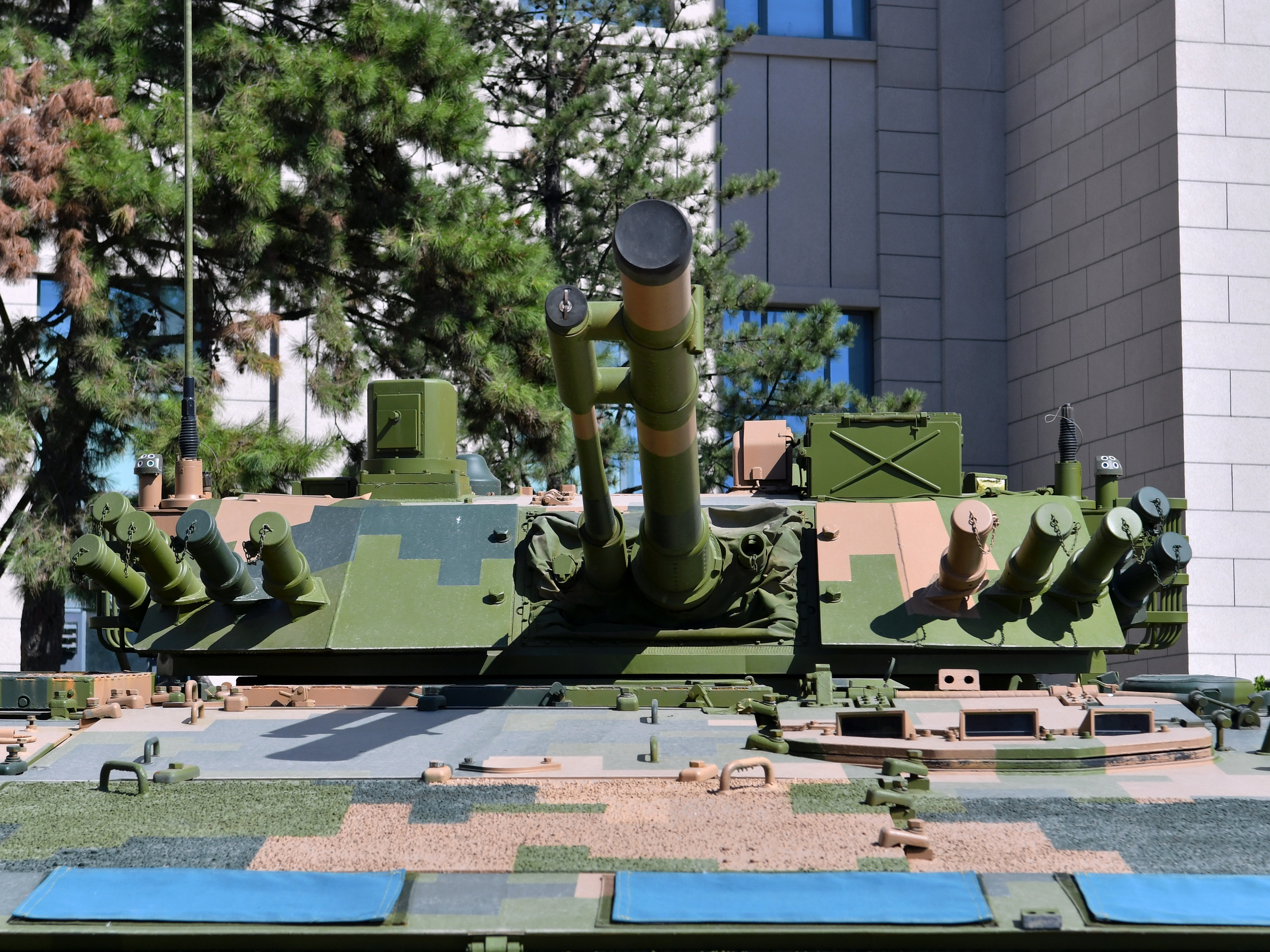
Frente de torreta de vehículo de combate de infantería ZBD-04A

### Aspecto exterior
En sus líneas externas no es muy diferente del BMP-3 del que toma sus componentes de diseño básicos, pero que se creen muy usados; y del que mejora un aspecto que el blindado ruso aún está en estudio, y es el de poder operar en modo anfibio; para ello cuenta con dos hidrojets en la parte posterior del casco; aparte de dos bombas de evacuación de agua propulsantes, y del que sólo salen al ser accionados, y de no contar a su vez de un afuste en el que se montan dos ametralladoras en dúo para su defensa antiaérea.

### Aspecto interior
El ZBD-97 tiene en su habitáculo de comando a tres tripulantes (un comandante, el conductor y el artillero) y en su habitáculo de tropa puede albergar siete soldados con todo su equipamiento. El comandante y el artillero van sentados en la torreta, que está localizada en el medio del casco, y que cuenta solamente con dos asientos; y el conductor junto a un pasajero van situados en un asiento de tipo tándem a la izquierda del habitáculo del motor, al frente a la derecha del casco. Seis soldados se pueden alojar en el compartimiento de tropa atrás del casco.
El blindado dispone de troneras para el fuego de armas de la infantería en su interior, ubicadas a la derecha del casco, y en las puertas de salida, permitiendo a los hombres en su interior el disparar hasta ametralladoras, incluso en movimiento.

## Descripción

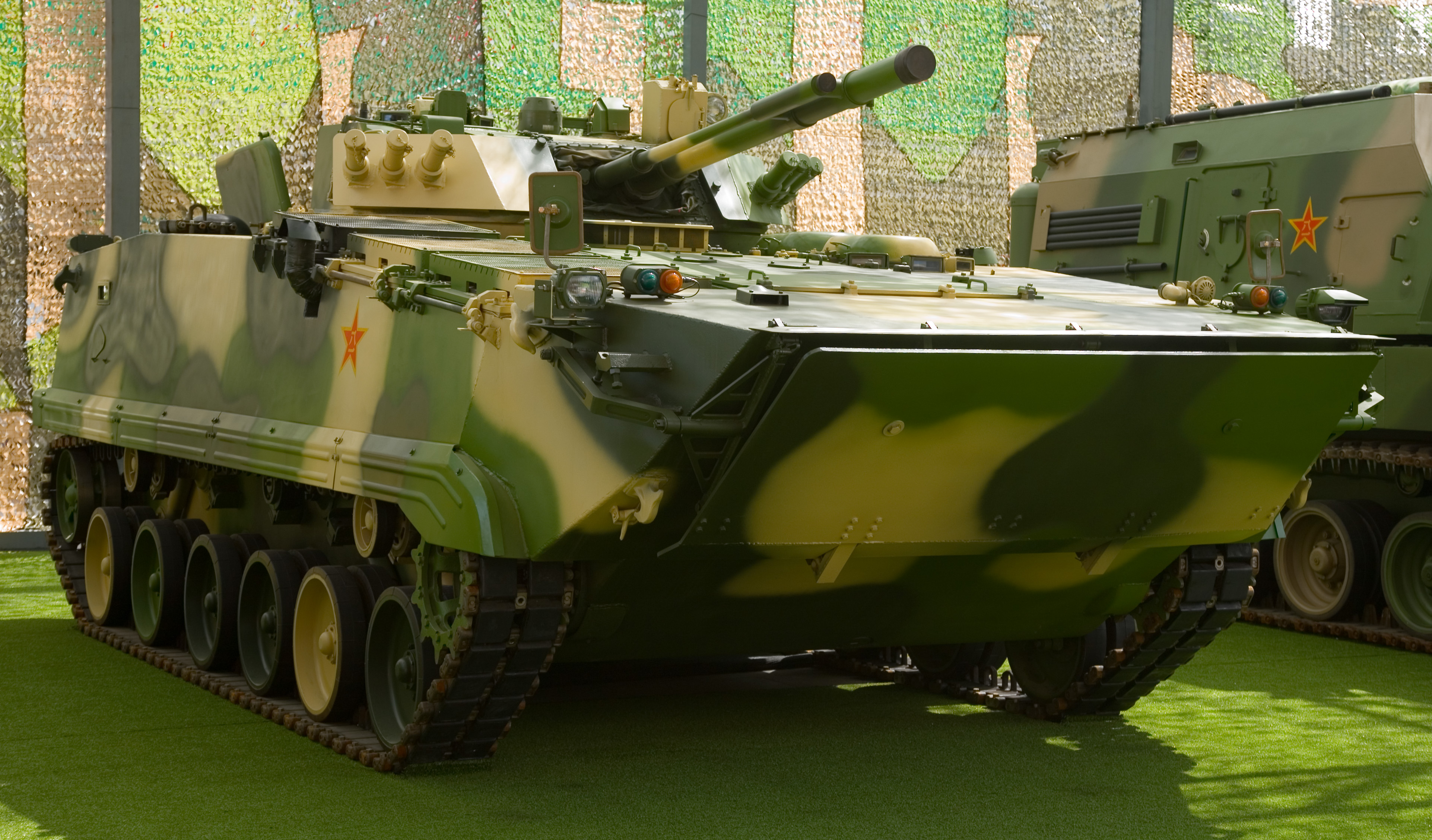
ZBD-04 IFV

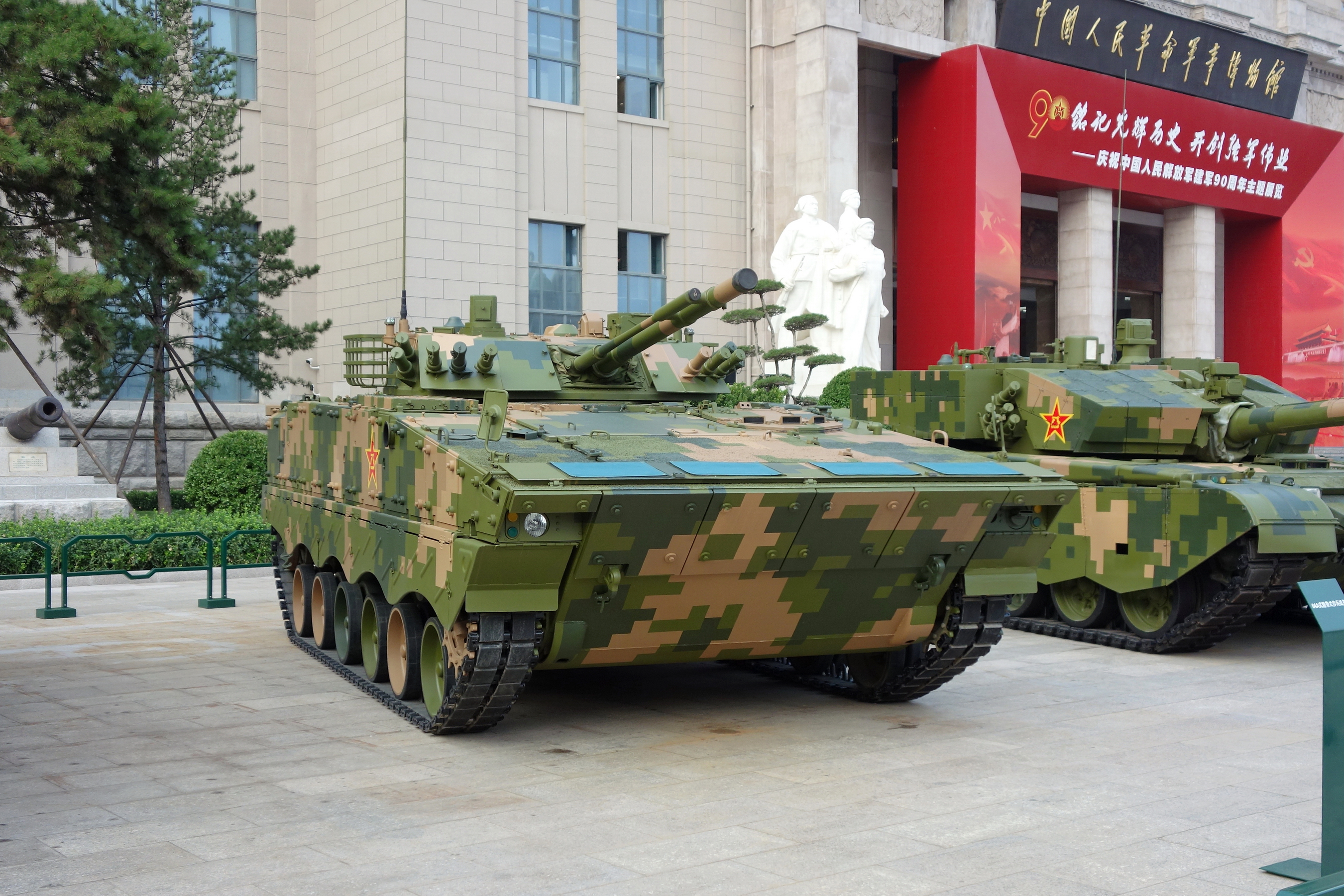
ZBD-04A IFV

### Armamento
El armamento principal del ZBD-97 es un cañón con doble estabilizador semiautomático del calibre 100mm estriado, y con capacidad de disparar misiles, municiones HE-FRAG y la copia china del misil 3UBK10. El rango efectivo de la munición HE-FRAG está estimado en 4000m, con una tasa de fuego de 10 disparos/minuto.
El misil 3UBK10 consta de un sistema de guía láser y una carcasa contenedora. Este misil es usado como parte de sistema portátil Bastion (Designación OTAN: AT-10 Stabber). Así como puede ser apuntado a vehículos blindados o a fortificaciones, el misil puede también ser disparado contra helicópteros u otra aeronave en vuelo bajo. El misil tiene un rango efectivo de entre 100 a 4000m. Las probabilidades de acierto del mismo se sitúan entre el 70 al 80% y su capacidad de penetración de blindajes es de hasta 600mm. Este sistema carga hasta ocho misiles dentro de la torreta para su uso en la lanzadera.
El sistema de armas secundarias incluye un cañón del calibre 30 mm., coaxial y automático; contando con 500 proyectiles. Este cañón puede disparar entre munición AP y municiones HE-FRAG. La tasa de fuego es de 300 tiros/minuto y el alcance efectivo es de 1500 a los 2000m. Como en el BMP-3, el ZBD-97 dispone a su vez de dos ametralladoras calibre 7.62mm coaxiales al cañón o en un mini afuste localizado en la izquierda tanto del cañón principal como en el techo, pero éste no dispone de las dos de calibre 7.62mm que si dispusieron en su par ruso, el BMP-3.

### Protección y blindaje
Se cree que el ZBD-97 esté equipado con un sistema de protección colectivo del tipo NBQ, compuesto de un filtro de aire  situado en la derecha de la torreta. Aparte hay dispuestos tres tubos lanzagranadas fumígenas en cada lado del casco de la torreta. El vehículo no dispone del sistema de protección activa ARENA-E, del que si dispone la última versión del BMP-3, pero se puede dotar con un sistema disponible de diseño local de contramedidas.

### Sistemas de observación y de control de tiro
Los sistemas de observación en el ZBD-97 se cree que son los mismos que se montan en el BMP-3. En la cubierta del conductor hay a su alcance tres periscópios, con el periscopio del centro siendo abatible para reemplazarlo por un intensificador de imágenesde capacidad nocturna. Dos lámparas frontales le proveen al blindado la iluminación requerida para su avance, y están localizadas en el blindaje frontal del casco. El artillero dispone de una mira principal y de un sistema combinado de intensifcadores de imágenes diurno/nocturno y de miras, aparte de un sistema de visión diurna que se opera en modo de espera. El comandante dispone de miras diurnas y de una combinación de sistemas de intesificadores de imágenes de modo nocturno. El sistema de control de tiro incluye una computadora balística, un estabilizador para el cañón electro-mecánico y una lámpara con luz láser para el marcado de blancos.

## Usuarios
- China
- Venezuela

### Vehículos similares
- TAM VCTP
- Marder
- Schützenpanzer Puma
- Lynx
- KIFV/K-200 VCI 
  K-21 IFV
- AIFV
 M2/M3 Bradley
- /ASCOD Pizarro/ULAN
- AMX-10P
- Namera
  Achzarit
- Dardo
- Tipo 89 VCI
- VCI Anders
- FV510 Warrior
- BMP-3
  BMP-T
  BTR-T
- Bionix VCI
- CV90/CV9030/CV9040